# Tectaria acutiloba
Tectaria acutiloba là một loài dương xỉ trong họ Tectariaceae. Loài này được Hieron. Maxon mô tả khoa học đầu tiên năm 1930.